# Onthophagus hermonensis
Onthophagus hermonensis là một loài bọ cánh cứng trong họ Bọ hung (Scarabaeidae).